# Muhlis Tayfur
Muhlis Tayfur, né en 1922 à Erzurum et mort le 21 juillet 2008, est un lutteur turc spécialiste de la lutte gréco-romaine.

## Carrière
Muhlis Tayfur participe aux Jeux olympiques d'été de 1948 à Londres en lutte gréco-romaine et remporte la médaille d'argent dans la catégorie des poids moyens.